# Vannoz
Vannoz település Franciaországban, Jura megyében. Lakosainak száma 221 fő (2022. január 1.). Vannoz Saint-Germain-en-Montagne, Ardon, Champagnole, Équevillon és Le Pasquier községekkel határos.

## Népesség
A település népessége az elmúlt években az alábbi módon változott:
| Lakosok száma | 174  | 204  | 195  | 197  | 217  | 205  | 207  | 216  | 219  | 221  |
|               | 1968 | 1982 | 1990 | 2006 | 2013 | 2015 | 2017 | 2019 | 2020 | 2022 |